# عرابة أبيدوس
قرية عرابة أبيدوس هي إحدى القرى التابعة لمركز البلينا بمحافظة سوهاج في جمهورية مصر العربية. حسب إحصاءات سنة 2006، بلغ إجمالي السكان في عرابة أبيدوس 6695 نسمة، منهم 3210 رجل و3485 امرأة.

## طالع أيضًا
- أبيدوس